# Anello 4
L'anello 4 che ruota attorno ad Urano, orbita ad una distanza di 42 572 km dal centro del pianeta, fra l'anello 5 e l'anello α; come gli altri anelli è molto sottile, la sua larghezza è compresa fra 2 e 3 km.